# Friese (Familienname)
Friese oder Friesé ist der Familienname folgender Personen:
- Alexander Friese (1876–nach 1902), deutscher Schauspieler
- Arved Friese (* 2002), deutscher Schauspieler
- August Robert Friese (1805–1848), Verleger und Buchhändler in Leipzig
- Bela Friese (1878–nach 1902), Schauspielerin
- Benvenuto-Paul Friese (* 1928), deutscher Politiker (DVU, DLVH)
- Bruno Friese (1873–nach 1902), deutscher Schauspieler
- Carl Friese (Schauspieler) (1857–1912), deutscher Theaterschauspieler
- Carl Adolf Friese (1831–1900), deutscher Theaterschauspieler
- Carl Rudolf Friese, österreichischer Schauspieler und Filmregisseur
- Christian Gottlieb Friese (1717–1795), deutscher Hofrat bei König Stanisław August von Polen und Präses des evangelisch-augsburgischen Konsistoriums in Warschau
- Christian-Peter Friese (1948–1970), deutsches Todesopfer an der Berliner Mauer
- Claude Friese-Greene (geb. Claude Harrison Greene; 1898–1943), britischer Kameramann, Produzent und Regisseur
- Dora Friese (1883–1965), deutsche Dompteuse
- Eberhard Friese (1940–2004), deutscher Japanologe
- Ernst August Friese (1880–1955), deutscher Musiker, Hochschullehrer und Publizist
- Ernst Robert Friese-Skuhra (1886–1949), österreichischer Schauspieler, Filmverleiher, Regisseur, Drehbuchautor und Schriftsteller
- Eugen Friese (1845–1915), deutscher Schriftsteller und Offizier
- Friedemann Friese (* 1970), deutscher Spieleautor
- Friedrich Friese I (1765–1833), deutscher Lehrer, Organist und Orgelbauer
- Friedrich Friese II (1792–1863), deutscher Organist und Orgelbauer
- Friedrich Friese III (1827–1896), deutscher Orgelbauer
- Georg Friese, deutscher Kunstlehrer, Erfinder des Zeichenblocks
- Gerald Friese (* 1958), deutscher Drehbuchautor, Schauspieler und Regisseur
- Gottlieb Friese (1866–1945), deutscher Tierarzt
- Hans-Günter Friese (* 1940), deutscher Apotheker
- Harald Friese (* 1945), deutscher Politiker (SPD)
- Heidrun Friese (* 1958), deutsche Anthropologin und Hochschullehrerin
- Heinrich Friese (Mediziner) (1630–1690), deutscher Mediziner
- Heinrich Friese (Biologe) (1860–1948), deutscher Biologe und Entomologe
- Heinz Friese (1931–1975), deutscher Sinologe
- Heinz W. Friese (1930–2012), deutscher Lehrer und Geograph

- Hermann Friese (Fußballspieler) (1882–1945), deutsch-brasilianischer Leichtathlet und Fußballspieler
- Hermann Friese (Chemiker) (1901–1985), deutscher Chemiker
- Hermann Friese (Politiker) (1911–1996), deutscher Politiker (CDU)

- Holger Friese (* 1968), deutscher Netzkünstler
- Ingrid Friese (* 1952), deutsche Politikerin (SPD)
- Isidora Emilie Friese (1867/1868–1944), österreichische Schauspielerin, siehe Josefine Dora
- Jantje Friese (* 1977), deutsche Filmproduzentin und Drehbuchautorin
- Johann Bernhard Friese (1643–1726), deutscher Rechtswissenschaftler
- Johannes Friese (Historiker) (1741–1810), deutscher Historiker
- Johannes Friese (Sammler) (1839–1916),  deutscher Postbeamter und Altertümersammler
- Julia Friese (Grafikerin) (* 1979), deutsche Grafikerin und Illustratorin
- Julia Friese (Schriftstellerin) (* 1985), deutsche Journalistin und Autorin
- Julius Anthoni Friese († 1584), Orgelbauer in Danzig, siehe Julius Anthoni
- Käthe Friese (1871–nach 1902), deutsche Theaterschauspielerin, siehe Käthe Huth
- Karl Friese (Bibliothekar) (1863–1920), deutscher Bibliothekar und Historiker
- Karl Friese (Schauspieler) (1869–nach 1902), Schauspieler
- Karl Friese (Autor), deutscher Autor
- Karl Ferdinand Friese (1770–1837), preußischer Staatssekretär und Direktor der Preußischen Hauptbank
- Karl-Heinz Friese (* 1955), deutscher Mediziner
- Klaus Friese (* 1949), deutscher Gynäkologe und Geburtshelfer
- Lotte Friese-Korn (1899–1963), deutsche Politikerin (FDP)
- Martin Friedrich Friese (auch Frieß, Friess; 1632–1700), deutscher Mediziner
- Matthias Friese (1739–1786), deutscher Lehrer, Organist und Orgelbauer
- Max Friese (1883–1958), deutscher Maler und Grafiker
- Merten Friese († nach 1639), Orgelbauer in Danzig
- Mike Friese (* 1983), deutscher American-Football-Spieler
- Mizzi Friese (1880–nach 1902), österreichische Schauspielerin
- Oscar Friese (1885–1943), deutscher  Politiker (DVP)
- Otto Friese (1886–1947), deutscher Gewerkschaftler und Politiker (SPD)
- Paul Friesé (auch Friésé; 1851–1917), französischer Architekt
- Peter Friese (* 1952), deutscher Kunsthistoriker und Kurator
- Reinhardt Friese (* 1968), deutscher Theaterregisseur
- Richard Friese (1854–1918), deutscher Tiermaler und -plastiker
- Robert Friese (1868–1925), deutscher Elektrotechniker und Hochschullehrer
- Rudolf Friese (1919–1996), österreichischer Unternehmer
- Siegfried Friese (* 1943), deutscher Politiker (SPD)
- Theodor Friese (1813–1852), deutscher Organist und Komponist
- Ursula Friese (1919–nach 1983),  deutsche Sängerin und Schauspielerin
- Werner Friese (1946–2016), deutscher Fußballtorwart
- Wilhelm Friese (1924–2008), deutscher Skandinavist und Literaturwissenschaftler
- William Friese-Greene (1855–1921), britischer Erfinder und Fotograf